# And Them Boys Done Swang
And Them Boys Done Swang är den svenska gruppen Electric Boys fjärde studioalbum, släppt 2011. Alla låtar är skrivna av Conny Bloom och Andy Christell.

## Låtförteckning
1. "Reeferlord" – 3:31
2. "My Heart's Not For Sale" – 3:05
3. "Father Popcorn's Magic Oysters" – 4:29
4. "Angel in an Armoured Suit" – 3:46
5. "Ten Thousand Times Goodbye" – 4:52
6. "The House is Rockin'" – 2:42
7. "Welcome to the High Times" – 3:35
8. "Sometimes U Gotta Go Look for the Car" – 3:53
9. "Put Your Arms Around Me" – 2:57
10. "The Day the Gypsies Came to Town" – 4:11
11. "Rollin' Down the Road" – 3:25
12. "A Mother of a Love Story" – 3:45

## Medverkande
- Conny Bloom – sång, gitarr, sitar
- Franco Santunione – gitarr, bakgrundssång
- Andy Christell – basgitarr, bakgrundssång
- Niclas Sigevall – trummor